# Resolució 2019 del Consell de Seguretat de les Nacions Unides
La Resolució 2019 del Consell de Seguretat de les Nacions Unides fou adoptada per unanimitat el 16 de novembre de 2011. Després de recordar les resolucions anteriors sobre els conflictes a l'antiga Iugoslàvia, incloses les resolucions 1031 (1995), 1088 (1996), 1423 (2002), 1491 (2003), 1551 (2004), 1575 (2004), 1639 (2005), 1722 (2006), 1764 (2007), 1785 (2007), 1845 (2008), 1869 (2008), 1895 (2009) i 1948 (2010) el Consell va prorrogar el mandat d'EUFOR Althea a Bòsnia i Hercegovina, encarregada de vigilar el compliment de l'acord de Dayton en substitució de la SFOR i la IFOR, durant un any addicional fins al 18 de novembre de 2012.